# Jordi Singla
Jordi Singla Artigas (Manresa, 25 giugno 1970) è un ex cestista spagnolo.

## Palmarès
- Copa del Rey: 1

Manresa: 1996
- Liga catalana: 2

Manresa: 1997, 1999
- Campionato spagnolo: 1

Manresa: 1997-98